# Trichodonia schwabi
Trichodonia schwabi – gatunek chrząszcza z rodziny kusakowatych i podrodziny Aleocharinae.
Gatunek ten został opisany w 1916 roku przez Ericha Wasmanna, który jako miejsce typowe wskazał Grand Batangan. W 1982 roku D. Kirsten i H. R. Jacobson dokonali jego redeskrypcji.
Owad myrmekofilny, związany z mrówkami Dorylus (Anomma) wilverthi, D. (A.) rufescens i D. (A.) sjoestedti.
Chrząszcz afrotropikalny, znany z Demokratycznej Republiki Konga, Kamerunu i Gwinei Równikowej.